# زابيان دودل
زابيان دودل (بالإنجليزية: Zabian Dowdell)‏ مواليد 10 سبتمبر 1984 في باهوكي، هو لاعب كرة سلة محترف أمريكي بدأ مسيرته الاحترافية في سنة 2007 يلعب مع فريق زينيت سانت بطرسبرغ كلاعب هجوم خلفي ويحمل الرقم 22. يبلغ طوله 6 قدم 3 بوصة (1.9 م).

## فرق لعب لها
- نانسي باسكت
- بالونكيستو مالقا
- فينيكس صنز
- سي بي غران كناريا
- ينسي كراسنويارسك
- ليتوفوس رايتس

## إحصائيات المسيرة

### الموسم الاعتيادي
| السنة   | الفريق     | لعب | بدأ | دقيقة | ميداني% | ثلاثية | حرة  | ارتداد | صنع | استلاب | تصدي | نقطة |
| ------- | ---------- | --- | --- | ----- | ------- | ------ | ---- | ------ | --- | ------ | ---- | ---- |
| 2010–11 | فينيكس صنز | 24  | 0   | 12.2  | .408    | .300   | .941 | .8     | 2.1 | .8     | .1   | 5.0  |
| المسيرة |            | 24  | 0   | 12.2  | .408    | .300   | .941 | .8     | 2.1 | .8     | .1   | 5.0  |

## روابط خارجية
- زابيان دودل على موقع الدوري الأوروبي لكرة السلة (الإنجليزية)
- زابيان دودل على موقع إن بي أي (الإنجليزية)
- زابيان دودل على موقع سبورتس رفرنس (الإنجليزية)
- زابيان دودل على موقع الدوري الإسباني لكرة السلة (الإسبانية)
- زابيان دودل على موقع كرة السلة الأوروبية.كوم (الإنجليزية)
- زابيان دودل على موقع DraftExpress.com (الإنجليزية)
- زابيان دودل على موقع كلية كرة السلة في سبورتس رفرنس.كوم (الإنجليزية)
- زابيان دودل على موقع ريلجم (الإنجليزية)
- زابيان دودل على موقع بروبوليرز (الإنجليزية)
- زابيان دودل على موقع سبورتس رفرنس (الإنجليزية)